# Chronologie du syndicalisme en Allemagne
Cet article présente la chronologie (c'est-à-dire les dates et les évènements importants) du syndicalisme en Allemagne.

## Les origines

### XIXesiècle

Logo du syndicat IG Metall

- 1871 : Autorisation des syndicats en Allemagne
- 1878 : Interdiction des syndicats en Allemagne
- 1878-90 : Lois anti-socialistes de Bismarck
- 1890 : Création de la commission générale des syndicats d'Allemagne.
- 1891 : Création de l'association allemande des métallurgistes (Deutschen Metallarbeiter-Verbands), l'organisation fondatrice d'IG Metall la plus importante. Le DMV se développa rapidement pour devenir le plus gros syndicat allemand indépendant sous l'Empire et la République de Weimar
- 1892 : La première confédération syndicale allemande (Generalkommission der Gewerkschaften Deutschlands) est fondée le 14 mars à Halberstadt. Elle réunissait 57 organisations représentant environ 300 000 adhérents

### Première moitié duXXesiècle
- 1914 : Grandes grèves des mineurs, des métallurgistes et des ouvriers des chantiers navals
- 1919 : Refondation d'une confédération syndicale en Allemagne. Elle se refonda au congrès de Nuremberg (30 juin - 5 juillet 1919) sous le nom d' Allgemeiner Deutscher Gewerkschaftsbund, ADGB. Elle représentait alors 52 organisations regroupant 3 millions d'adhérents. À cette époque, le syndicat conservateur s'appelait le... Deutscher Gewerkschaftsbund (DGB) !

- 1919 : Inscription du droit syndical dans la constitution de Weimar
- 1919 : Obligation légale des conventions collectives
- 1920 : Loi sur les comités d'entreprise
- 1920 : Loi sur l'assurance-chômage
- 1934 : Interdiction des syndicats par les nazis le 2 janvier

## Après la Seconde Guerre mondiale

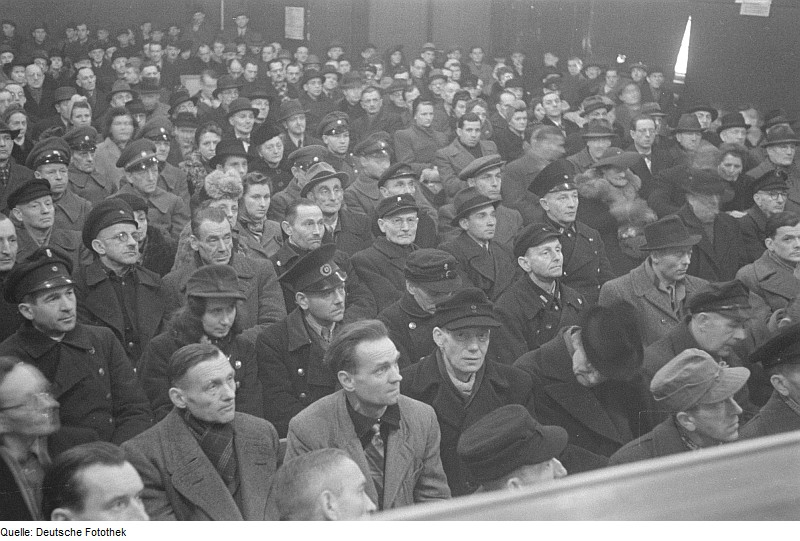
Conférence de district du FDGB dans le quartier de Berlin-Köpenick le 27 janvier 1946. Le pouvoir soviétique s'appuie sur la conversion des masses pour instaurer la mainmise sur son secteur d'occupation
Crédit photo : Abraham Pisarek.

- 1945-49 : Refondation sur le principe des syndicats unitaires (par métier)

Le Freier Deutscher Gewerkschaftsbund (FDGB) est constitué à Berlin du 9 au 11 février 1946 par quinze syndicats dans la partie du pays contrôlée par l'Union soviétique, quand le DGB est fondé à Bielefeld du 23 au 25 avril 1947 dans la partie occupée par les Britanniques. 
Dans la zone américaine :
- Le Freier Gewerkschaftsbund Hessen est fondé les 24 et 25 août 1946.
- Le Gewerkschaftsbund Württemberg-Baden est fondé les 30 août et 1er septembre 1946.
- Le Bayerischer Gewerkschaftsbund (Bavière) est fondé du 27 et 29 mars 1947.

Dans la zone française : 
- Le Gewerkschaftsbund Süd-Württemberg und Hohenzollern est fondé les 15 et 16 février 1947.
- Le Badischer Gewerkschaftsbund (Bavière) est fondé du 1er au 2 mars 1947.
- Le Allgemeiner Gewerkschaftsbund Rheinland-Pfalz (Bavière) est fondé le 2 mai 1947.

Les sept organisations syndicales de la partie ouest fusionnent en octobre 1949 à Munich et forment le DGB, composé de 16 syndicats. Hans Böckler est élu secrétaire général.
| Organisation                                       | Nombre    |
| -------------------------------------------------- | --------- |
| DGB de la zone anglaise                            | 2 885 036 |
| Freier Gewerkschaftsbund Hessen                    | 397 008   |
| Gewerkschaftsbund Württemberg-Baden                | 464 905   |
| Bayerischer Gewerkschaftsbund                      | 815 161   |
| Gewerkschaftsbund Süd-Württemberg und Hohenzollern | 75 502    |
| Badischer Gewerkschaftsbund                        | 92 257    |
| Allgemeiner Gewerkschaftsbund Rheinland-Pfalz      | 232 117   |
| Total                                              | 4 961 986 |

- 1949 : Fondation de IG Metall für die Bundesrepublik Deutschland (syndicat industriel métal pour la République fédérale allemande)
- 1949 : Congrès fondateur du DGB (Deutscher Gewerkschaftsbund)
- 1949 : Loi sur les conventions collectives
- 1949 : Inscription de la liberté d'association dans la Constitution
- 1951 : Loi sur la cogestion
- 1952 : Loi constitutionnelle sur l'entreprise
- 1954 : Premier paiement exceptionnel conventionnel (prime de Noël)
- 1955 : Jugement du Tribunal fédéral du travail contre les catégories salariales des femmes
- 1956-57 : Grève pour la continuité du salaire en cas de maladie
- 1959 : Semaine de cinq jours dans les mines de charbon
- 1962 : Premières primes de vacances conventionnelles
- 1965 : Semaine de 40 heures dans l'imprimerie
- 1967 : Semaine de 40 heures dans la métallurgie
- 1970 : Loi pour la continuité du salaire en cas de maladie
- 1972 : Réforme de la loi constitutionnelle sur l'entreprise
- 1975 : La rationalisation et la protection des revenus devient un thème central
- 1978 : Grève pour les 35 heures hebdomadaires dans l'industrie sidérurgique
- 1984 : Grève pour les 35 heures hebdomadaires dans l'industrie métallurgique (sans succès)
- 1990 : Adaptation par étapes des conventions collectives est-allemandes aux normes d'Allemagne de l'ouest
- 1991 : Absorption du FDGB Est-allemand par le DGB
- 1995 : Introduction des 35 heures hebdomadaires dans l'industrie métallurgique
- 1995 : Premier essai d'une fédération pour le travail
- 1997 : Obligation de continuité du paiement du salaire en cas de maladie
- 1998 : Changement de gouvernement : Union pour le travail
- 2001 : Réforme de la loi constitutionnelle sur l'entreprise
- 2002 : Avec la conclusion des négociations tarifaires, l'accord-cadre sur les paiements est bouclé
- 2003 : La grève pour les 35 heures en ex-Allemagne de l'Est est en grande partie un échec. Dans la sidérurgie et dans de nombreuses autres entreprises, les 35 heures sont introduites progressivement et avec succès (dans l'indifférence gouvernementale).